# Straat Manipa
Straat Manipa (Indonesisch: Selat Manipa), is een zeestraat in Indonesië in de provincie Molukken. De zeestraat scheidt het eiland Buru, in het westen, van de eilanden Manipa, Kelang, Ambon en Seram in het oosten. Het water vormt een verbinding tussen de Bandazee in het zuiden en de Seramzee in het noorden. De op het eiland Buru gelegen plaats Namlea ligt aan de Straat Manipa.